# Parque nacional de Gunung Buda
El parque nacional de Gunung Buda es un parque nacional situado en la división de Limbang, en Sarawak (Malasia), al norte del parque nacional de Gunung Mulu. El parque nacional de Gunung Buda fue declarado oficialmente en 2001 y, en septiembre de 2017, se encontraba en fase de planificación de actividades turísticas. También se planearon carreteras para conectar Gunung Buda con el Parque Nacional de Gunung Mulu. Gunung Buda significa Colina Blanca en el idioma Lun Bawang.

## Historia
En 1978, una expedición de espeleólogos británicos descubrió las entradas y los pasadizos iniciales de varias cuevas de gran tamaño, como la Cueva de los Ciervos y la Cueva de Clearwater, en el parque nacional de Gunung Mulu. Estos descubrimientos dieron lugar a nuevas exploraciones de las cuevas de Mulu en los años siguientes.
Los estadounidenses visitaron Gunung Buda por primera vez cuando John Lane y George Prest visitaron la montaña para evaluar su potencial para una expedición estadounidense en 1993. A finales de 1994 y principios de 1995 tuvo lugar la primera expedición estadounidense. Siguieron otras en 1996, 1997 y 2000. En conjunto, las expediciones han estudiado más de 60 kilómetros de pasajes subterráneos bajo el Gunung Buda. Las expediciones de 1997 fueron realizadas por miembros de la National Speleological Society.

## Geografía
La montaña más alta del parque nacional es el monte Buda, de 963 m. Está separado del monte Benarat por el desfiladero de Medalem.

## Clima
El clima es húmedo durante todo el año y las temperaturas alcanzan los 30 grados centígrados todos los días.

## Biodiversidad
Las selvas tropicales de Buda y la cercana Mulu albergan una enorme diversidad de vida que incluye al menos 300 especies de aves, numerosos primates, más de 2.500 especies de árboles, más de 60 serpientes y muchas otras bellas y variadas formas de vida.
Los cambios de sustrato, pendiente, elevación y drenaje hacen que los bosques de la zona sean especialmente variados. En Gunung Buda crecen bosques de piedra caliza, bosques de dipterocarpáceas de tierras bajas, bosques pantanosos de kerangas y bosques de dipterocarpáceas de tierras altas.

## Recursos relacionados
- Caves of Gunung Buda : report of the joint Sarawak Forest Department and USA Caving Expedition to Sarawak, Malaysia 1995
- Caves of Gunung Buda, 1997 : Sarawak Forest Department and USA Expedition to Gunung Buda, Sarawak, Malaysia, January 30 to March 7, 1997
- Caves of Gunung Buda, 2000 : report of the Gunung Buda Project and the Sarawak Department of Forestry 2000 expedition to Gunung Buda, Sarawak, Malaysia

- Esta obra contiene una traducción  derivada de «Gunung Buda National Park» de Wikipedia en inglés, concretamente de esta versión, publicada por sus editores bajo la Licencia de documentación libre de GNU y la Licencia Creative Commons Atribución-CompartirIgual 4.0 Internacional.

- Datos: Q5619509